# Sint-Lambertuskerk (Swolgen)

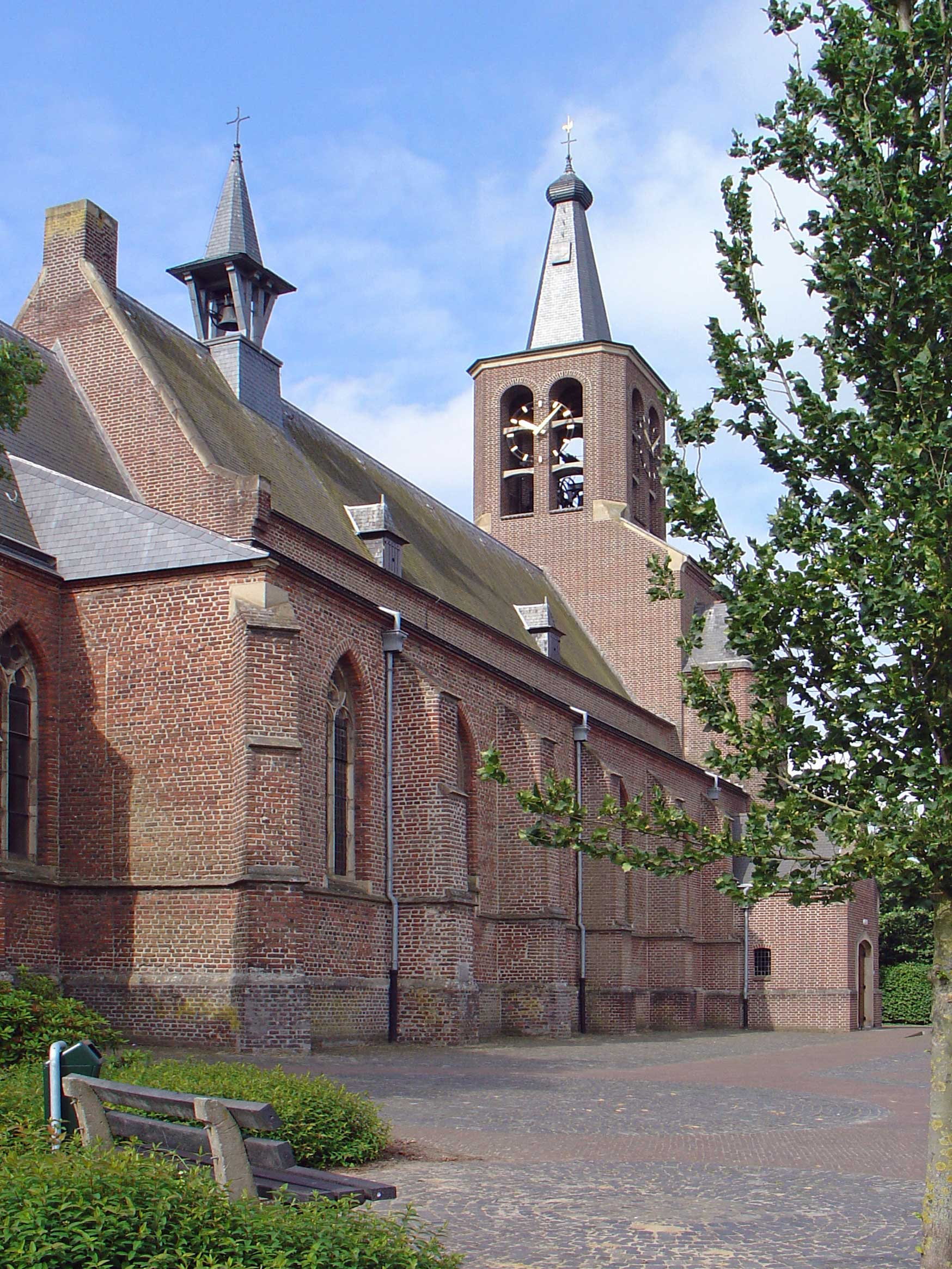
Sint-Lambertuskerk

De Sint-Lambertuskerk is de parochiekerk van Swolgen, gelegen aan Monseigneur Aertsstraat 6.

## Geschiedenis
De oudst aangetoonde kerk op deze plaats was een zaalkerkje, gebouwd in ijzersteen. Iets later werd er een koor aangebouwd. In de 14e eeuw werd er tegen dit kerkje een bakstenen toren aangebouwd. In de 15e eeuw werd een driezijdig gesloten koor en een middenschip gebouwd. In de 16e eeuw werden twee zijbeuken aangebouwd en ontstond een hallenkerk. In 1910 werd een nieuwe sacristie en doopkapel aangebouwd, door Caspar Franssen. In 1921 werd de kerk gerestaureerd door Joseph Cuypers.
Eind 1944 werd de kerk opgeblazen, waarbij de toren, het dak, de gewelven en een pilaar verloren gingen.
In 1952 begonnen de herstelwerkzaamheden, waarbij Jules Kayser het ontwerp leverde. Het schip werd verbreed ten koste van de zijbeuken en de pilaren werden ranker. Het laatgotisch koor werd gerestaureerd in de oude staat en in het pseudobasilicaal schip bleven resten van het oorspronkelijke bouwwerk verwerkt. De kerk werd ook in de lengterichting vergroot. Ze werd aldus vrijwel tweemaal zo groot, en er kwam een nieuwe toren. In 1953 werd de kerk ingewijd.
In juni 2007 werd door inbrekers een groot aantal kunstvoorwerpen uit de kerk gestolen. Door de inbraak, en andere oorzaken, is de Sint-Lambertuskerk in de loop der jaren 28 objecten kwijtgeraakt, die tot de kerncollectie Roerend Religieus Erfgoed in Limburg behoorden.

## Inventaris
Het orgel is een Vermeulen-orgel uit 1955. De kerk bezit een romaans doopvont, diverse heiligenbeelden (Maria, Catharina, Bernardus, Agnes, Antonius Abt) van omstreeks 1500, Antonius van Padua (17e eeuw), Hubertus, Lambertus, kruisbeeld en vier evangelisten (1e helft 18e eeuw). Er hangen twee klokken uit 1514.
Op het naastgelegen kerkhof bevindt zich een grafkruis uit 1685 en het graf van schrijver en dichter Bertus Aafjes (1914-1993).